# Харакат Нуреддин аз-Зинки
Харакат Нуреддин аз-Зинки (или Движение Нур ад-Дин аз-Занки, араб. حركة نور الدين الزنكي‎) — военизированная исламистская группировка, принимавшая участие в боевых действиях Гражданской войны в Сирии. В 2014 и 2015 году являлась частью Совета сирийского революционного командования, альянса из 72 вооружённых организаций, противостоящих правительству САР. В 2016 году группировка получала вооружение, изготовленное в США, в частности, BGM-71 TOW, тяжёлую противотанковую ракетную установку. В 2014 году также признана рядом экспертов-обозревателей одной из наиболее влиятельных группировок, участниц исламистской антиправительственной коалиции, удерживавших под своим контролем некоторую часть районов Алеппо. В январе 2019 года понесла тяжёлые потери в результате противостояния с Хайят Тахрир аш-Шам. Руководство группировки сбежало.

## История
Группировка была создана в 2011 году шейхом Тавфиком Шахабуддином в районе Шейх Салман в северо-западной части Алеппо. Организация контролировала некоторые участки территории мухафазы Алеппо. Она была названа в честь жившего в XII столетии Махмуда Нур ад-Дина, сельджукского атабека Халеба (Алеппо) из династии Зангидов, который активно воевал против христианских войск в эпоху европейских крестовых походов. Большая концентрация отрядов группировки отмечается в северо-западных пригородах Алеппо. Боевики группировки принимали участие в боях за Алеппо с июля 2012 года.
Харакат Нуреддин аз-Зинки пережила много слияний и трансформаций в ходе своего формирования на начальном этапе гражданского противостояния в Сирии. Изначально она считалась ответвлением движения Аль-Фадж, затем, в ходе наступления на другие районы Алеппо группировка присоединилась к движению Ат-Таухид, вооружённому объединению исламистских повстанцев, затем к исламистско-мадхалистскому «Фронту подлинности и развития».
В январе 2014 года Харакат Нуреддин аз-Зинки выступило в роли одного из основателя антиигиловской зонтичной организации Армия моджахедов, боровшейся против Исламского государства Ирака и Леванта и против правительственных войск, однако уже в мае 2014 года вышла из этого альянса. Группировка, возможно, получала финансовую помощь от США в рамках программы ЦРУ по поддержке «умеренных групп оппозиционно настроенных повстанцев» в Сирии; по всей видимости, помощь боевикам этого движения поступала через Центр военной операции, расположенный в Турции. Однако в 2015 году группировка официально опровергла информацию о получении финансовой поддержки от ЦВО.
В декабре 2014 года Харакат Нуреддин аз-Зинки заявило о своём вхождении в состав Фронта Леванта — альянса военизированных исламистских формирований, сражающихся против сирийских правительственных войск в Алеппо и окрестностях. 6 мая 2015 года Движение вместе с другими 13 исламистскими вооружёнными группировками присоединилось к тактическому объединению Фатх-Халеб, действующему в районе Алеппо.
19 октября 2015 года поступило сообщение о том, что командир Харакат Нуреддин аз-Зинки Аммар Шаабан был убит в ходе боестолкновений с правительственными войсками в окрестностях Алеппо.
24 сентября 2016 года движение присоединилось к Армии завоевания, новому антиправительственному альянсу, сопротивляющемуся наступлению подразделениям САА в провинции Алеппо.
15 октября 2016 года четыре крупных объединения (преимущественно бывшие боевики Ат-Таухид) отделились от Фронта Леванта и присоединились к Движению Нуреддин аз-Зинки.
15 ноября 2016 года две сравнительно небольшие боевые исламистские организации Лива Ахрар Сурия и Катаиб Суиф аль-Шахба заявили, что они налаживают тесное военное взаимодействие с группировкой и входят в её состав.
В начале января 2019 года в ходе вооружённого противостояния с Хайят Тахрир аш-Шам утратила все территории в западной части провинции Алеппо. После чего группировка прекратила своё существование. Тяжёлая техника, оружие и боеприпасы были сданы боевикам ХТШ. Руководство группировки сбежало.